# Долинський ботанічний заказник
Доли́нський заказник — ботанічний заказник загальнодержавного значення в Україні. Розташований у Подільському районі Одеської області, поблизу села Долинське.
Площа заказника 815 га. Розташований на території урочища «Глибокий Яр» Долинського лісництва Котовського держлісгоспу. Створено згідно з указом Президента України від 09.12.1998 року. № 1341/98.
Заказник створено для охорони байрачного лісового масиву з дібровами з дуба звичайного. На території поширені клокичка периста, лілія лісова, сон великий, шафран сітчастий. З тварин трапляються орел-карлик, підорлик малий, лунь польовий, сорокопуд сірий, нічниця Наттерера, вечірниця мала, мідянка звичайна і полоз жовточеревий, занесені до Червоної книги України.